# Rehrersburg
Rehrersburg es un lugar designado por el censo ubicado en el condado de Berks en el estado estadounidense de Pensilvania. En el Censo de 2010 tenía una población de 319 habitantes y una densidad poblacional de 229,79 personas por km².

## Geografía
Rehrersburg se encuentra ubicado en las coordenadas 40°27′27″N 76°14′46″O / 40.45750, -76.24611. Según la Oficina del Censo de los Estados Unidos, Rehrersburg tiene una superficie total de 1.39 km², de la cual 1.39 km² corresponden a tierra firme y (0%) 0 km² es agua.

## Demografía
Según el censo de 2010, había 319 personas residiendo en Rehrersburg. La densidad de población era de 229,79 hab./km². De los 319 habitantes, Rehrersburg estaba compuesto por el 89.03% blancos, el 1.88% eran afroamericanos, el 0% eran amerindios, el 0% eran asiáticos, el 0% eran isleños del Pacífico, el 7.84% eran de otras razas y el 1.25% pertenecían a dos o más razas. Del total de la población el 8.78% eran hispanos o latinos de cualquier raza.